# Cá nhám phơi nắng
Cá nhám phơi nắng (tên khoa học Cetorhinus maximus) là loài cá lớn thứ hai còn tồn tại, sau cá mập voi, và thứ hai trong ba loài cá mập ăn sinh vật phù du, cùng cá nhám voi và cá mập miệng to. Nó là một loài di cư quốc tế được tìm thấy ở tất cả các đại dương ôn đới trên thế giới. Nó là một loài ăn loại chuyển động chậm và có sự thích nghi giải phẫu để lọc thức ăn, chẳng hạn như một cái miệng rất mở rộng và mang lược phát triển cao. Cá nhám phơi nắng thường có màu xám-nâu với đốm da. Răng của cá nhám phơi nắng rất nhỏ và rất nhiều và thường trên một trăm hàng. Răng có một đỉnh hình nón duy nhất, được uốn cong về phía sau và đều giống nhau ở cả hàm trên và hàm dưới.
Nó từ lâu đã là loài cá thương mại quan trọng, như một nguồn thực phẩm, vây cá mập, thức ăn gia súc, và dầu gan cá mập. Khai thác quá mức đã làm giảm số lượng quần thể của nó đến điểm mà một số nơi nó đã biến mất và những nơi khác cần được bảo vệ.